# Supershitty to the Max!
Supershitty to the Max! ist das Debütalbum der schwedischen Sleaze-Rock-Band The Hellacopters aus dem Jahr 1996.

## Entstehung
Zwei Jahre nach der Gründung der Band spielten The Hellacopters ihr Debütalbum an drei Tagen in nur 26 Stunden im Februar 1996 im Stockholmer Sunlight Studio des Produzenten Tomas Skogsberg ein. Die Veröffentlichung war am 1. Juni 1996 auf Schallplatte, zwei Wochen später auf CD bei den Labels White Jazz Records und Toys Factory.
Die vierköpfige Band wurde bei den Aufnahmen von ihrem späteren Mitglied Anders Lindström unter dem Pseudonym Bobba Fett am Piano unterstützt. Zudem spielte Peder Criss die Harmonika, Hans Östlund war Leadgitarrist bei dem Titel Ain't No Time und Nick Vahlberg sang bei How Could I Care.

## Auszeichnungen
1996 erhielten The Hellacopters den schwedischen Musikpreis Grammis in der Kategorie Hardrock für ihr Debütalbum. Das deutsche Magazin Visions führte Supershitty to the Max! auf ihrer 2019 veröffentlichten Liste der 55 besten schwedischen Rockalben.

## Titelliste
1. (Gotta Get Some Action) NOW! – 3:16  (Musik & Text: The Hellacopters)
2. 24h Hell – 1:33  (Musik & Text: The Hellacopters)
3. Fire, Fire, Fire – 1:31  (Musik & Text: The Hellacopters)
4. Born Broke – 4:13  (Musik & Text: The Hellacopters)
5. Bore Me – 3:18  (Musik & Text: The Hellacopters)
6. Tab – 5:34 (Musik & Text: The Hellacopters)
7. How Could I Care – 3:52 (Musik & Text: The Hellacopters)
8. Didn't Stop Us – 1:46 (Musik & Text: The Hellacopters)
9. Random Riot – 1:44 (Musik & Text: The Hellacopters)
10. Fake Baby – 2:59 (Musik & Text: The Hellacopters)
11. Ain't No Time – 2:56 (Musik & Text: The Hellacopters)
12. Such a Blast – 2:13 (Musik & Text: The Hellacopters)
13. Sprock in My Rocket – 22:16 (Musik & Text: The Hellacopters)

Die Veröffentlichung auf Schallplatte enthält mit It's Too Late einen zusätzlichen Titel, der an sechster Stelle nach Bore Me und vor Tab kommt. Der Titel ist eine Coverversion eines Songs der US-amerikanischen Rockband New York Dolls von deren Album Too Much Too Soon.